# Avenida Revolución (Ciudad de México)

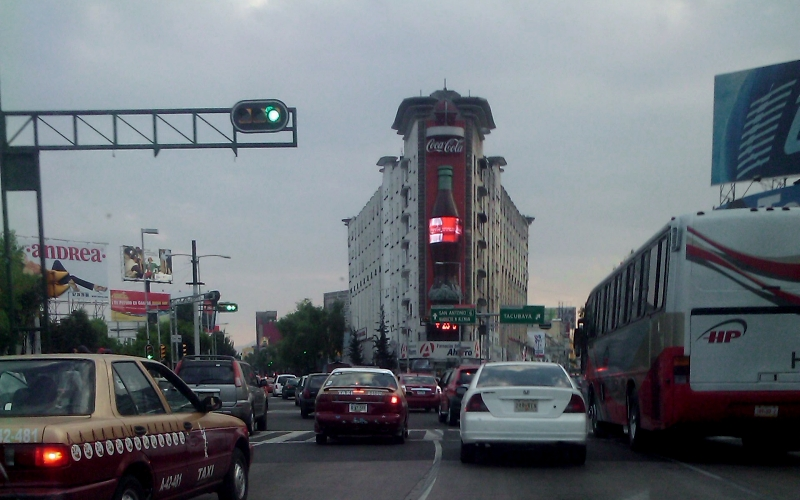
Edificio Ermita, y la avenida en dirección al sur.

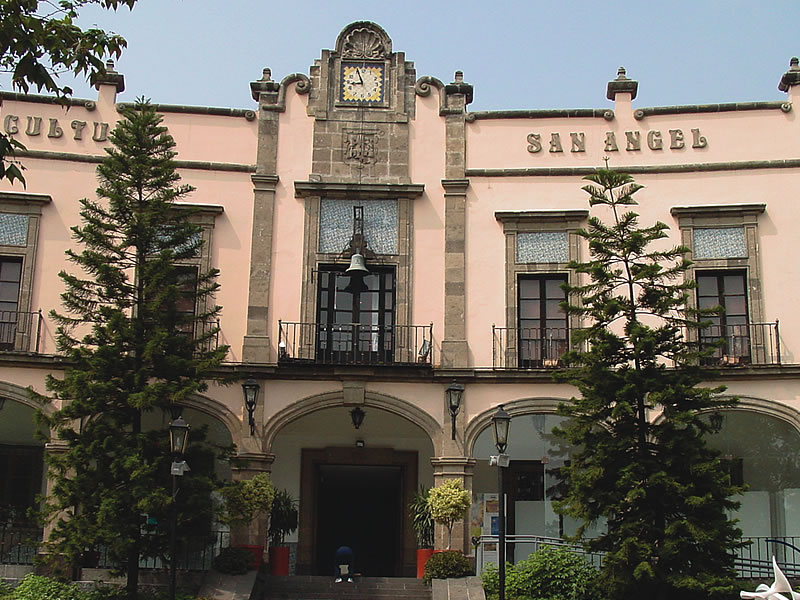
Centro Cultural San Ángel

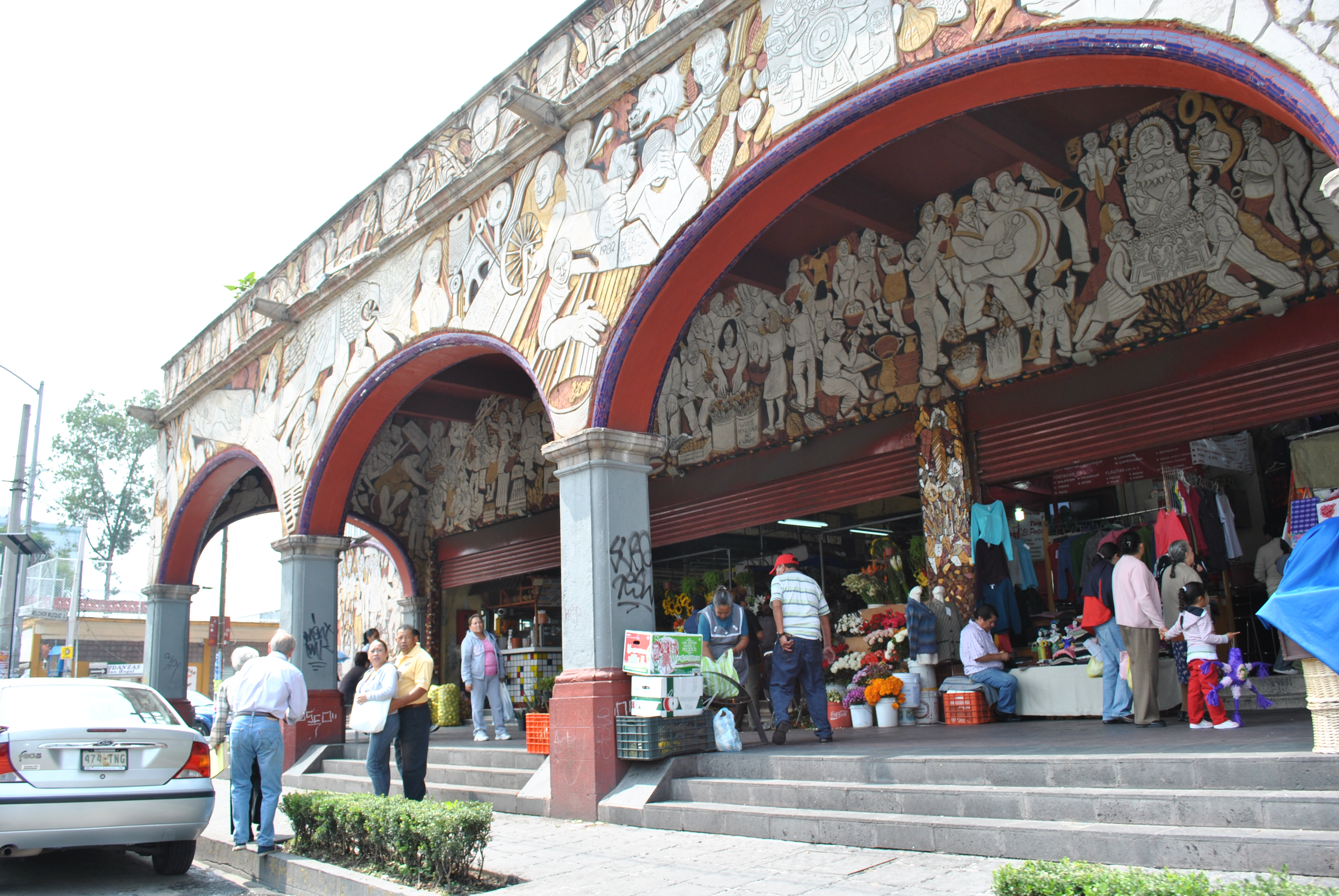
Mercado San Ángel

La avenida Revolución es una avenida de la Ciudad de México que corre de norte a sur y es parte del Circuito Interior Bicentenario y del Eje 4 Poniente. Inicia al cruce con Ejes 3 y 4 Sur Av. Benjamín Franklin y termina aproximadamente en Ciudad Universitaria. Debe su nombre a la Revolución mexicana. Atraviesa las delegaciones Álvaro Obregón, Benito Juárez y Miguel Hidalgo.

## Recorrido
La avenida inicia donde el Circuito Interior Bicentenario lleva el nombre de José Vasconcelos, formando parte del mismo. Se divide en dos sentidos y corre hacia el sur en el cruce con Benjamín Franklin, en donde se convierte en un solo sentido hacia el sur, hasta Avenida Molinos en Mixcoac, en donde recupera sus dos sentidos y deja de formar parte del circuito. Termina en la zona de Ciudad Universitaria al cruce con el Eje 10 Sur San Jerónimo-Universidad, en donde toma el nombre de Circuito Escolar y desemboca al Estadio Olímpico Universitario.
La Avenida revolución ha recibido diversos nombres: camino a San Ángel, avenida México, Camino Tacubaya a Mixcoac, Avenida Mixcoac, y desde 1957 avenida Revolución, en referencia a los grupos de revolucionarios que se asentaron en Mixcoac desde finales de 1914 y hasta mediados 1915. La ampliación de la avenida empezó desde los años veinte y se volvió a retomar con la construcción del edificio Ermita en Tacubaya a fin de abrir el tráfico hacia el sur poniente de la ciudad y a colonias como San Pedro de Los Pinos, Mixcoac y San Ángel. Aunque desde los años treinta era de doble sentido, esta característica permaneció en 1957. A principios de los años setenta, la Avenida Revolución corrió de norte a sur en un solo sentido.
También en 1957 la calle Rafael Sanzio se amplió y asumió el nombre de Avenida Patriotismo, la cual correría del Río Mixcoac a la colonia Condesa (Benjamín Franklin) de sur a norte.

## Colonias o barrios
- Tacubaya
- Colonia Escandón
- San Pedro de los Pinos
- Mixcoac
- Chimalistac
- San Ángel
- San Jerónimo

## Museos
- Museo de Arte Carrillo Gil
- Museo de El Carmen

## Centros culturales
- Centro Cultural San Ángel
- Casa Jaime Sabines
- Centro Cultural Helénico

## Mercados
- Mercado de flores de San Ángel
- Mercado Mixcoac
- Mercado de San Ángel
- Mercado de San Pedro de los Pinos